# NATO Tiger Meet
A NATO Tiger Meet („Tigristalálkozó”) évenként egyszer megrendezett légi hadgyakorlat a NATO tagállamai között, melyet az 1992-ben megalakult NATO Tiger Association (NATO „Tigris Szövetség”) szervez és koordinál. A gyakorlatokat először 1961-ben szervezték meg Pierre Messmer francia védelmi miniszter javaslatára. Célja az akkori NATO eltérő nemzetiségű és repülőgépállományú csapatai közötti együttműködés javítása volt. Ez a cél napjainkban a kibővűlt NATO-ban még inkább fontos. Több európai, de nem NATO-tag légierő is delegál katonai repülőgépeket a rendezvényre. A delegált repülőgépeket jellegzetes tigriscsíkos kiegészítő festéssel látják el, mely hagyomány az 1977-es RAF Greenham-i rendezvénytől kezdődik.
Az USAF európai légiereje, az USAFE (United States Air Force Europe) 79. harcászati vadász-százada (79th Tactical Fighter Squadron) 1961. július 19-én meghívta a brit Királyi Légierő 74. századát (No. 74 Squadron) és a Francia Légierő 1/12. századát (EC 1/12) az angliai Woodbridge repülőterére. Azóta kisebb megszakításokkal, de folyamatos a rendezvény.
A repülőgépekkel rendszerint COMAO (Combined Air Operations) bevetéseket hajtanak végre. A polgárok számára is nyílt hadgyakorlat végén öt címben hirdetnek győztest: Ezüsttigris kupa (Silver Tiger Trophy), Legjobb repülőegység, Tigris játékok győztese, Legszebb Tigris öltözet, Legszebben festett repülőgép.

## Rendezvények
| Év                  | Helyszín               | Ország        | Megjegyzés |
| ------------------- | ---------------------- | ------------- | ---------- |
| 1961                | Woodbridge             | Anglia        |            |
| 1962                | Woodbridge             | Anglia        |            |
| 1963                | Kleine Brogel          | Belgium       |            |
| 1964                | Bitburg                | Németország   |            |
| 1966                | RAF Leuchars           | Skócia        |            |
| 1967                | Leck                   | Németország   |            |
| 1968                | Lahr                   | Németország   |            |
| 1969                | Woodbridge             | Anglia        |            |
| 1970                | Kleine Brogel          | Belgium       |            |
| 1971                | Upper Heyford          | Anglia        |            |
| 1972                | Cambrai                | Franciaország |            |
| 1973                | Cameri                 | Olaszország   |            |
| 1974                | Bitburg                | Németország   |            |
| 1975                | Leck                   | Németország   |            |
| 1976                | Söllingen              | Németország   |            |
| 1977                | Greenham               | Anglia        |            |
| 1978                | Kleine Brogel          | Belgium       |            |
| 1979                | Cambrai                | Franciaország |            |
| 1980                | Cameri                 | Olaszország   |            |
| 1981                | Bitburg                | Németország   |            |
| 1982                | Gütersloh              | Németország   |            |
| 1983                | Söllingen              | Németország   |            |
| 1984                | Leck                   | Németország   |            |
| 1985                | Kleine Brogel          | Belgium       |            |
| 1986                | Cambrai                | Franciaország |            |
| 1987                | Montijo                | Portugália    |            |
| 1988                | Cameri                 | Olaszország   |            |
| 1989                |                        |               | elmaradt   |
| 1990                | Upper Heyford          | Anglia        |            |
| 1991                | RIAT, Fairford         | Anglia        |            |
| 1992                | Albacete               | Spanyolország |            |
| 1993                | Kleine Brogel          | Belgium       |            |
| 1994                | Cambrai                | Franciaország |            |
| 1995                |                        |               | elmaradt   |
| 1996                | Beja                   | Portugália    |            |
| 1997                | Fairford               | Anglia        |            |
| 1998                | Lechfeld               | Németország   |            |
| 1999                |                        |               | elmaradt   |
| 2000                |                        |               | elmaradt   |
| 2001                | Kleine Brogel          | Belgium       |            |
| 2002                | Beja                   | Portugália    |            |
| 2003                | Cambrai                | Franciaország |            |
| 2004                | Schleswig-Jagel        | Németország   |            |
| 2005                | Balikesir/Devrek       | Törökország   |            |
| 2006                | Albacete               | Spanyolország |            |
| 2007                | Ørland                 | Norvégia      |            |
| 2008                | Landivisiau            | Franciaország |            |
| 2009                | Kleine Brogel          | Belgium       |            |
| 2010. október 5–15. | Volkel légi támaszpont | Hollandia     | Lásd:      |